# Tijuca (Rio de Janeiro)
Pour les articles homonymes, voir Tijuca.
Tijuca est un quartier la zone Nord de la ville de Rio de Janeiro au Brésil.
Tijuca est considéré comme l'un des quartiers les plus traditionnels et à l'urbanisation la plus ancienne de la ville. Il s'agit d'un quartier de classes moyenne et haute.
Il se situe non loin de la zone Sud, du Centre et de Barra da Tijuca. Il s'agit aujourd'hui d'un quartier typiquement urbain mais il était à l'origine une région de propriétés agricoles.
Le quartier abrite les écoles de samba Salgueiro, Unidos da Tijuca et Império da Tijuca, écoles traditionnelles du carnaval de Rio de Janeiro.
Bien que typiquement urbain, le quartier possède la principale forêt urbaine du monde, la forêt de Tijuca, plantée sur initiative de l'empereur Pierre II du Brésil.